# Anomodon abbreviatus
Anomodon abbreviatus là một loài Rêu trong họ Thuidiaceae. Loài này được Mitt. mô tả khoa học đầu tiên năm 1891.